# Stuart Young
Stuart Young (Port of Spain, 9 febbraio 1975) è un politico trinidadiano, 10º Primo ministro di Trinidad e Tobago in carica dal 17 marzo al 1º maggio 2025.
Dal 2015 è membro della Camera dei Rappresentanti.
È un avvocato.